# Parigi-Roubaix 1965
La Parigi-Roubaix 1965, sessantatreesima edizione della corsa, fu disputata l'11 aprile 1965, per un percorso totale di 265,5 km. Fu vinta dal belga Rik Van Looy, giunto al traguardo con il tempo di 6h23'32" alla media di 41,847 km/h davanti ai connazionali Edward Sels e Willy Vannitsen.
Presero il via da Parigi 134 ciclisti, 58 di essi tagliarono il traguardo a Roubaix.

## Ordine d'arrivo (Top 10)
| Pos. | Corridore              | Squadra      | Tempo    |
| ---- | ---------------------- | ------------ | -------- |
| 1    | Rik Van Looy           | Solo-Superia | 6h23'32" |
| 2    | Edward Sels            | Solo-Superia | a 1'05"  |
| 3    | Willy Vannitsen        | Ford France  | a 1'11"  |
| 4    | Victor Van Schil       | Mercier-BP   | s.t.     |
| 5    | Jos Huysmans           | Dr. Mann     | s.t.     |
| 6    | Tom Simpson            | Peugeot-BP   | s.t.     |
| 7    | Vittorio Adorni        | Salvarani    | s.t.     |
| 8    | Alfons Hermans         | Lamot        | s.t.     |
| 9    | Noël Foré              | Flandria     | a 1'33"  |
| 10   | Georges Van Coningsloo | Peugeot-BP   | a 2'13"  |